# Neptali Gonzales II
Neptali Medina Gonzales II, detto Boyet (Mandaluyong, 29 agosto 1954), è un politico filippino.

## Biografia
Ultimogenito di Neptali Gonzales e Candida Medina-Gonzales, nasce a Mandaluyong il 29 agosto 1954. Dopo aver conseguito una laurea in scienze politiche alla Far Eastern University nel 1975, si laurea in giurisprudenza all'Università Ateneo de Manila nel 1979.
Tra il 1980 e il 1995 esercita la professione di avvocato presso lo studio legale Gonzales, Batiller, Bilog and Associates, assistendo numerose figure d'opposizione del governo Marcos.
Con la scissione del distretto congressuale di San Juan-Mandaluyong e la creazione della sola città di Mandaluyong, nel 1995 ne diviene il suo rappresentante congressuale venendo poi rieletto per altri due mandati. Durante questo periodo passa dall'LDP, partito che lo aveva lanciato, al Lakas-CMD della presidente Arroyo. Nel 2004 viene eletto Sindaco della città, come successore di Abalos, ricoprendo tale incarico sino al 2007.
Tornato al Congresso nel 2007 come candidato dell'LP, partito finito in declino ma poi rilanciato dall'ex presidente Aquino e dal figlio Noynoy, al termine dei suoi tre mandati lascia il posto alla moglie Alexandria, per poi riprendersi la carica nel 2019 come sostenitore del PDP-Laban di Duterte. Durante l'accesa disputa tra Cayetano e Velasco nel 2020 per la carica di Speaker della Camera, è tra gli oltre 200 deputati a sostenere il prosieguo del mandato dell'ex senatore.